# Baryphthengus
Baryphthengus – rodzaj ptaków z rodziny piłodziobów (Momotidae).

## Zasięg występowania
Rodzaj obejmuje gatunki występujące w Ameryce Centralnej i Południowej.

## Morfologia
Długość ciała 42–47 cm; masa ciała 140–208 g.

## Systematyka

### Etymologia
- Baryphthengus: gr. βαρυφθογγος baruphthongos i βαρυφθεγκτης baruphthenktēs „głośno ryczący, nisko brzmiący”, od βαρυς barus „ciężki”; φθεγγομαι phthengomai „mówić”[5].
- Urospatha: gr. ουρα oura „ogon”; σπαθη spathē „szpachelka”[6]. Gatunek typowy: Prionites martii von Spix, 1824.

### Podział systematyczny
Do rodzaju należą następujące gatunki:
- Baryphthengus martii (von Spix, 1824) – piłodziób rdzawy
- Baryphthengus ruficapillus (Vieillot, 1818) – piłodziób rdzawogłowy